# Polyclès Langlois
Pour les articles homonymes, voir Langlois.
Polyclès Langlois du Pont de l’Arche né à Pont-de-l'Arche le 29 septembre 1814 et mort à Sèvres le 30 novembre 1872 est un graveur, dessinateur et peintre français.

## Biographie
Fils et élève d’Eustache-Hyacinthe Langlois du Pont de l'Arche, Polyclès Langlois suit des cours à l’École de dessin de Rouen. Il expose au Salon de 1861 une Vue de Saint-Ouen et une Vieille Rue du vieux Rouen.
Il dessina surtout des vues des monuments de Rouen puis travailla à la manufacture de Sèvres.

## Œuvres

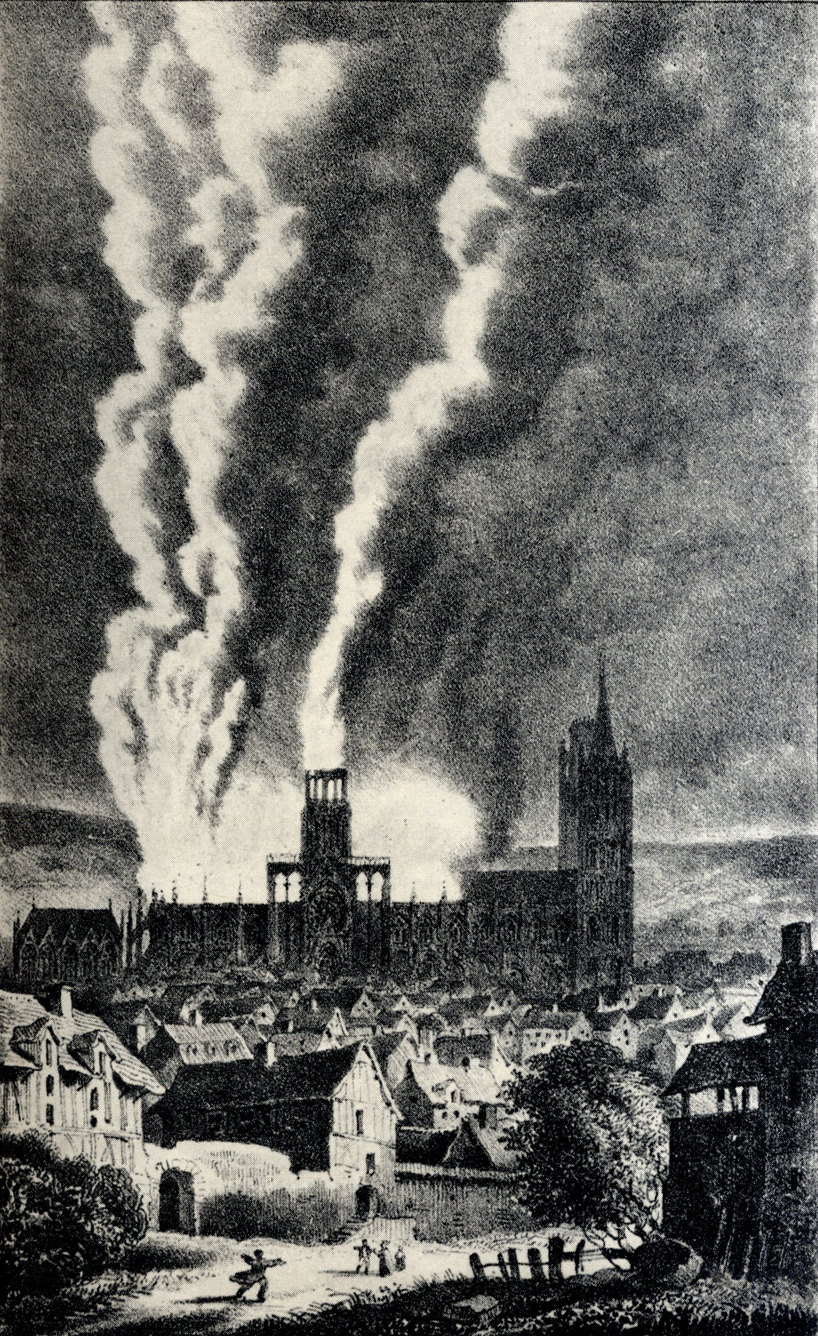
Incendie de la flèche en 1822.

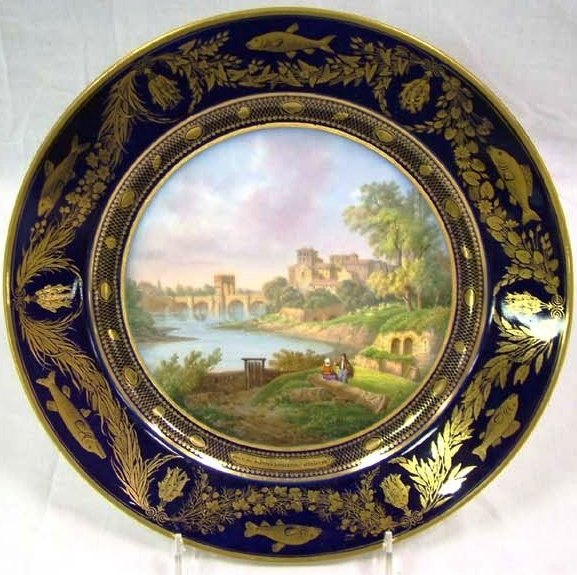
Service des fleuves et rivières de France, Sèvres, assiette par P. Langlois

- Fontaine de la Croix de Pierre de Rouen, eau-forte, 1834[3] ;
- Samuël Bochart, né à Rouen, 1835.
- Vue de Jumièges, 1835.
- Rouen, vue du quai de Paris, la cathédrale à l'arrière-plan, 1838[4].
- Figures dehors un château dans un paysage vert, huile sur toile, 26 × 21 cm.
- Château d'Hautot à M. le baron Lézurier de La Martel, Hautot-sur-Seine, dessin au crayon noir.
- Vieille tour normande, 1842, aquarelle sur papier, 18 × 13 cm.
- Cul-de-lampe de l'église de Pont-de-l'Arche, 1843, lithographie[5].
- Tour du beffroi à Évreux, 1843.
- Rouen, le pont suspendu, aquarelle sur papier, 28 × 43 cm.
- Église de Caudebec (pays de Caux), 1845, dessin.
- Aux portes de la ville, 1850, gouache sur papier.
- La Grosse Horloge.
- Saint-Amand.
- Porche de l’église de Louviers.
- Tour de l’horloge.
- Quatre vues de Rouen et de Basse-Normandie, aquarelles.
- Souvenir de Rouen, dessin au crayon noir.
- Maison de la rue Impériale à Rouen, dessin à la mine de plomb.
- Marché de la Basse-Vieille-Tour, à Rouen, dessin à la mine de plomb.
- Vue de l’église Saint-Ouen, à Rouen, dessin au crayon noir.
- Composition, dessin an crayon noir.
- Maisons de Rouen, dessin à la mine de plomb.
- L'Abbatiale Saint-Ouen de Rouen vue depuis les ponts du Robec[4].
- Marché à Falaise, gouache sur papier, musée des Beaux-Arts de Bernay.
- Marché au poisson à Évreux, dessin au crayon[6].

Illustrations de Polyclès Langlois pour Description historique des maisons de Rouen, tome 2, d'Eustache de La Quérière (1841)
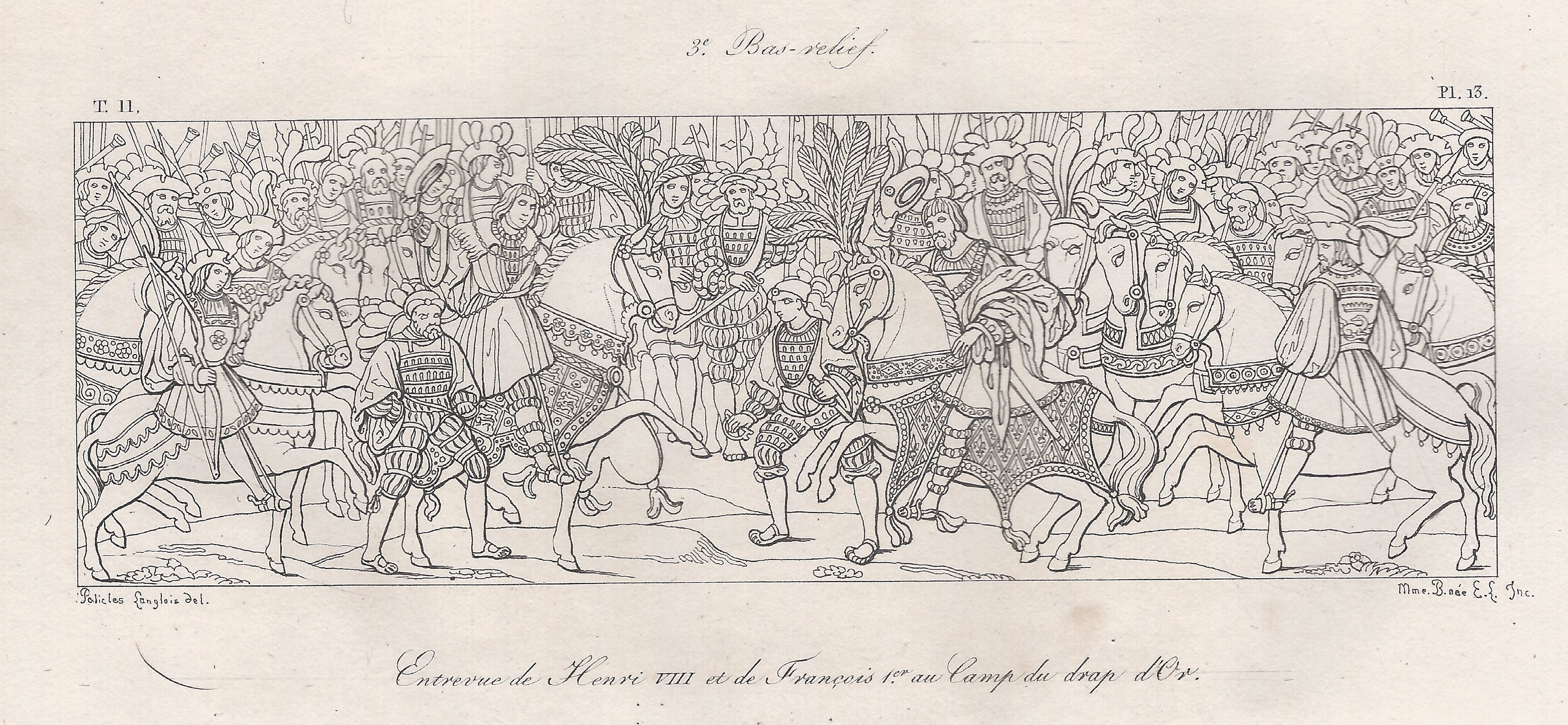
3e bas-relief. Entrevue de Henri VIII et de François Ier au Camp du drap d'Or.
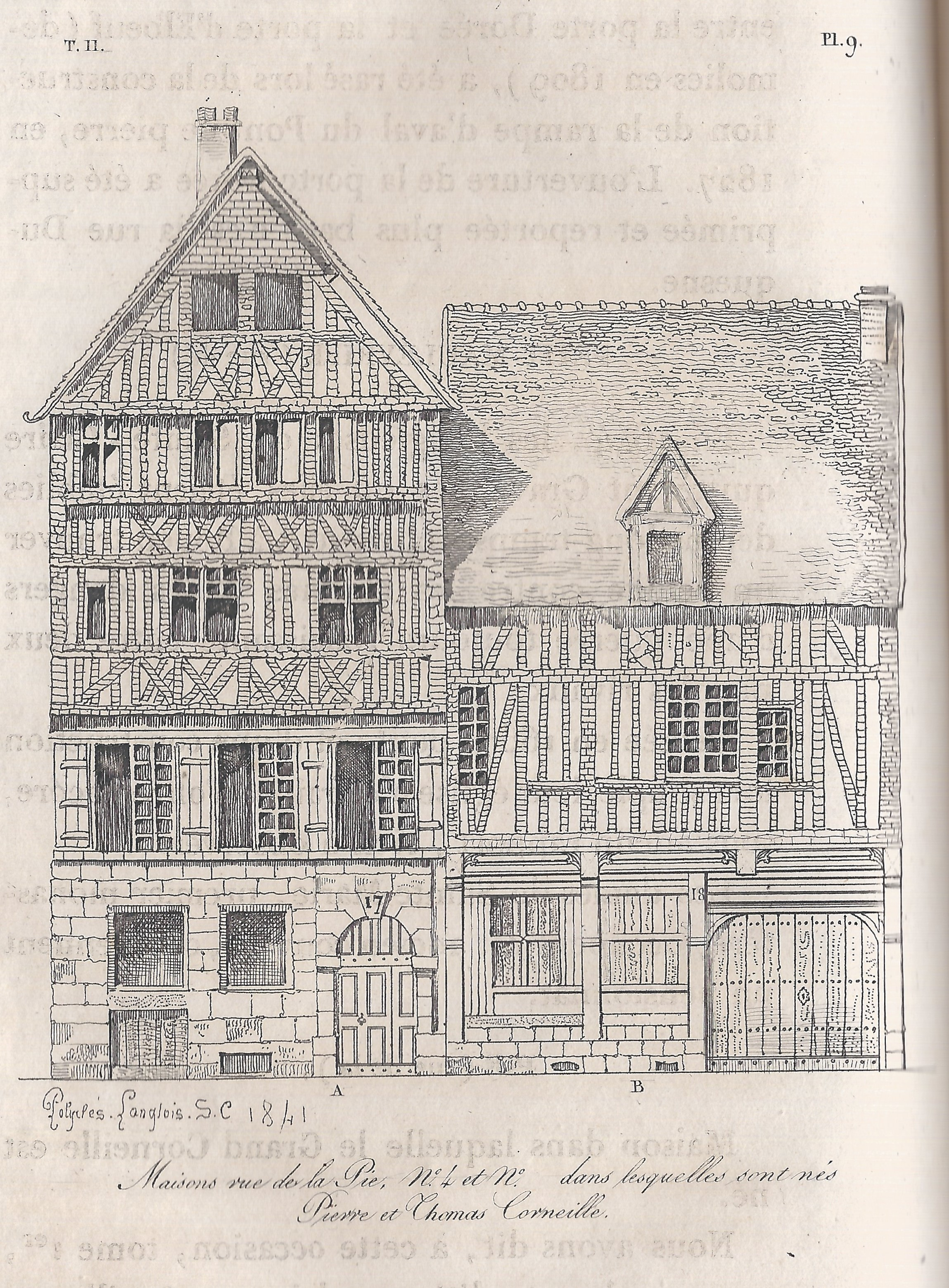
Maisons rue de la Pie no 4 et n° dans lesquelles sont nés Pierre et Thomas Corneille.